# Aleja Niepodległości w Szczecinie
Aleja Niepodległości w Szczecinie (do 1945: Paradeplatz – plac Parad) – jedna z alei położonych na obszarze szczecińskiej dzielnicy Śródmieście. Administracyjnie należy do osiedla Stare Miasto, Centrum oraz Nowe Miasto.

## Przebieg
Aleja Niepodległości rozpoczyna swój bieg na skrzyżowaniu z ulicami 3 Maja, Partyzantów i Dworcowej na obszarze osiedla Nowe Miasto. Następnie przechodzi przez plac Brama Portowa na osiedlu Centrum, na którym krzyżuje się z ulicą Stefana Wyszyńskiego. Kończy swój bieg na placu Żołnierza Polskiego, na którym krzyżuje się z ulicą Edmunda Bałuki. Jej przedłużeniem w kierunku północnym jest aleja Wyzwolenia.

## Historia

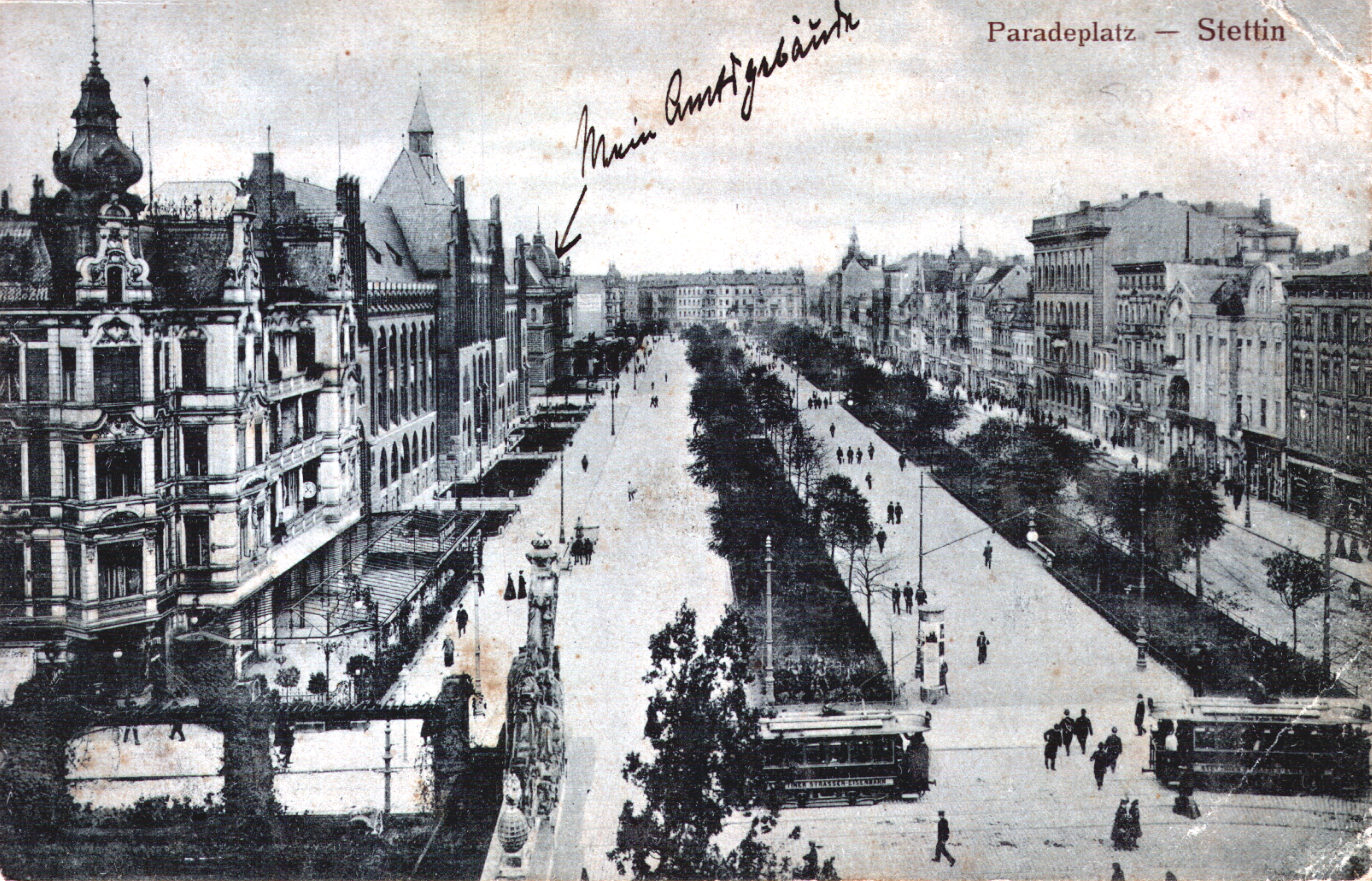
Paradeplatz w 1917 r.

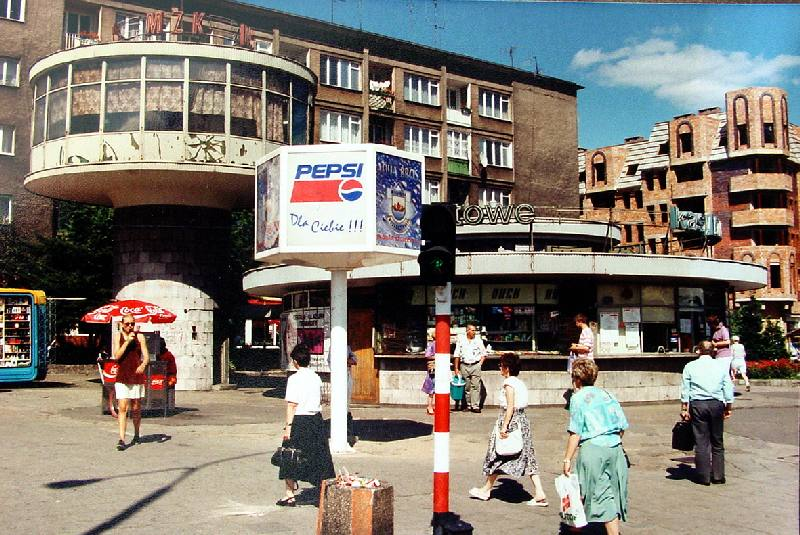
Grzybek w latach 90. XX wieku

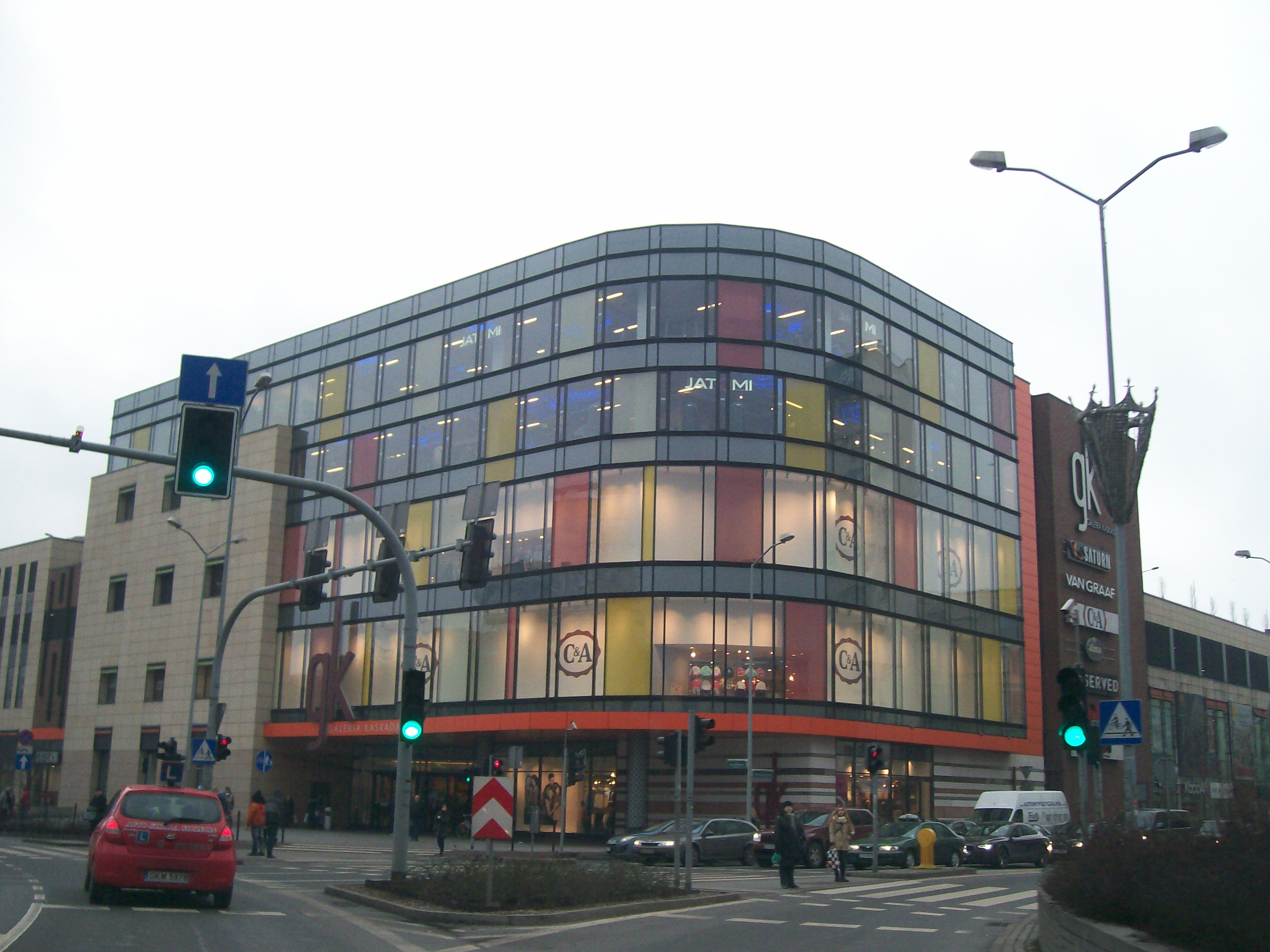
Galeria Kaskada

### Przed II wojną światową
Plac Parad został utworzony na miejscu zlikwidowanych obwarowań miejskich. Na początku XIX wieku plac został przekształcony w szeroką aleję spacerową obsadzoną drzewami. Wschodnia pierzeja alei została zabudowana domami handlowymi oraz kilkupiętrowymi kamienicami mieszczącymi liczne lokale usługowe. Pierzeję zachodnią zabudowano gmachem Haus Ponath (narożnik z ulicą Obrońców Stalingradu), Herrenkleider-Fabrik „Odermark”. Przy narożniku z obecną ulicą Bogurodzicy wzniesiono w 1895 Pałac Ziemstwa Pomorskiego oraz w 1905 budynek Pruskiej Poczty Królewskiej. W 1928 na narożniku z dzisiejszą ulicą Partyzantów powstało centrum handlowe Familien Kaufhaus należący do niemieckiej sieci DeFaKa.

### Okres powojenny
Bombardowania alianckie w latach 40. XX wieku doprowadziły do zniszczenia znacznej części zabudowy dzisiejszej alei Niepodległości. W gruzach legła większość przedwojennych kamienic i domów towarowych. Uszkodzeniu uległ także gmach Pruskiej Poczty Królewskiej oraz budynek Familien Kaufhaus. Do dziś ze wschodniej pierzei zachowały się tylko trzy budynki: kamienice nr 17 i 30 oraz dawny dom towarowy braci Horst, obok którego wzniesiono parterowy budynek baru „Extra”. Wolne przestrzenie zabudowane zostały wielopiętrowymi blokami z wielkiej płyty, a na skrzyżowaniu z pl. Brama Portowa wzniesiony został budynek dyspozytorni tramwajowej – tzw. „Grzybek” wraz z kasami biletowymi. Z pierzei zachodniej ocalało większość obiektów przedwojennych. Na narożniku z ul. Obrońców Stalingradu w dawnym Haus Ponath od 1962 funkcjonował kombinat gastronomiczny „Kaskada”, który został strawiony przez pożar w 1981 i następnie rozebrany. Sąsiadujący z nim budynek szwalni przeznaczono na Zakłady Przemysłu Odzieżowego „Odra”.

### Współczesność
W latach 2011–2012 na narożniku alei z placem Brama Portowa wybudowany został biurowiec „Brama Portowa II”. Grzybek wraz z budynkiem kas biletowych zostały wyburzone w 2007 roku, a w latach 2011–2012 na ich miejscu wzniesiono biurowiec „Brama Portowa I”. Na miejscu rozebranego w 2008 budynku ZPO „Odra” oraz „Pleciugi” wzniesiono centrum handlowe „Kaskada”, które otwarto w 2011 roku. 

## Transport
Na alei Niepodległości położona jest dwutorowa trasa tramwajowa – przed przystankami odgałęzia się od nich trzeci tor. Przez aleję przejeżdżają linie tramwajowe: 1, 2, 6, 10 oraz autobusowe: B, C.

## Galeria

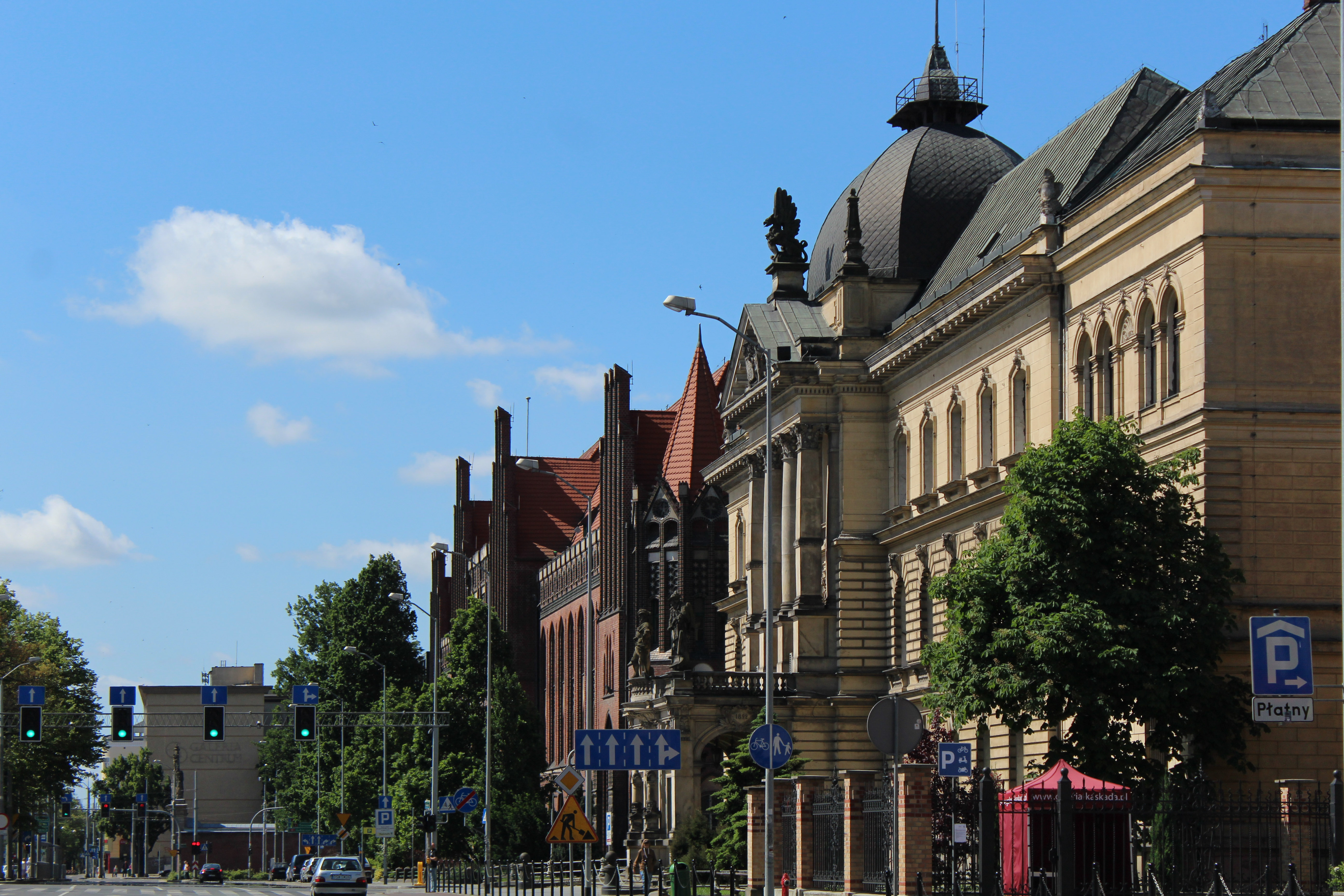
Pałac Ziemstwa oraz Urzędu Pocztowego nr 1
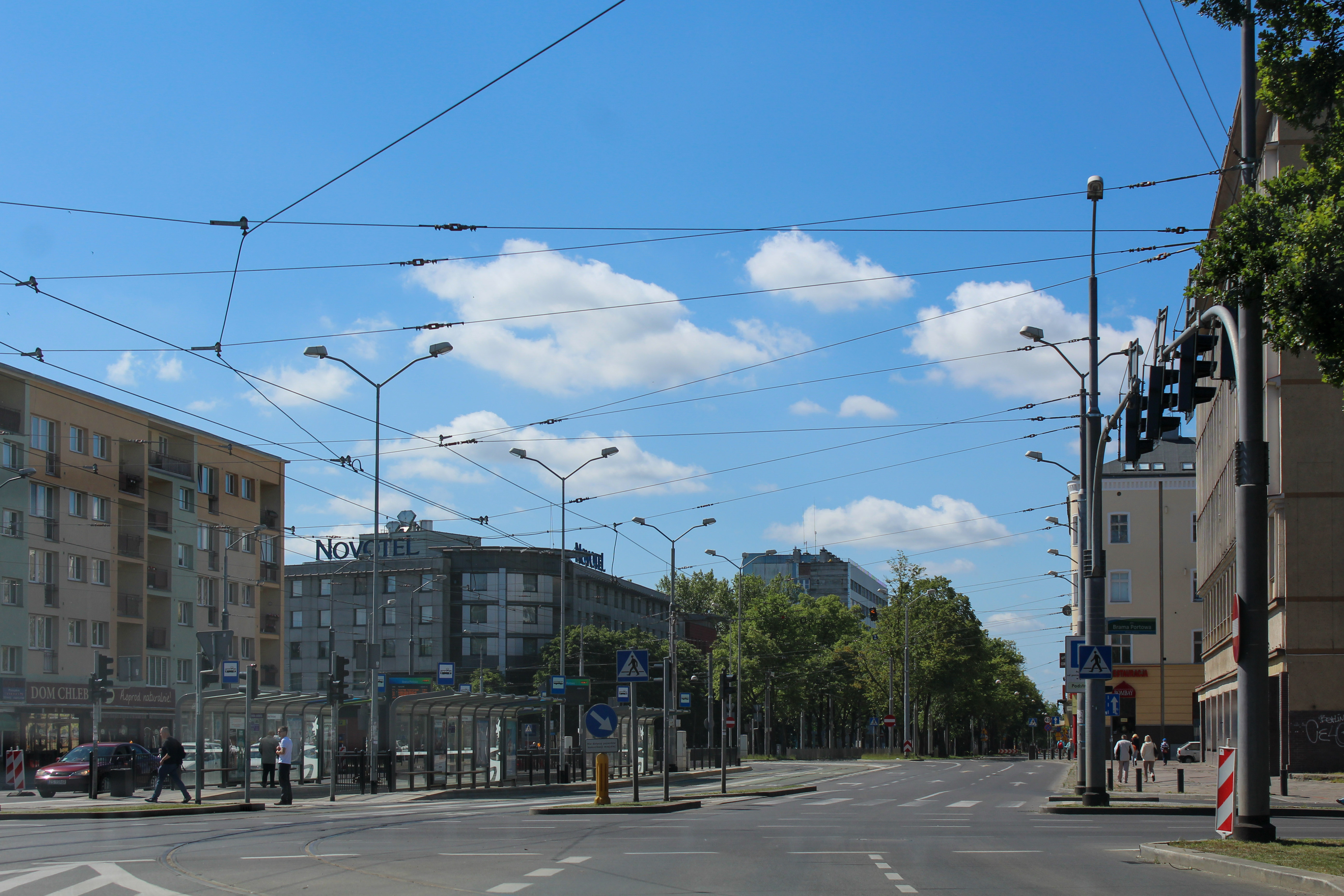
Widok w kierunku alei 3 Maja
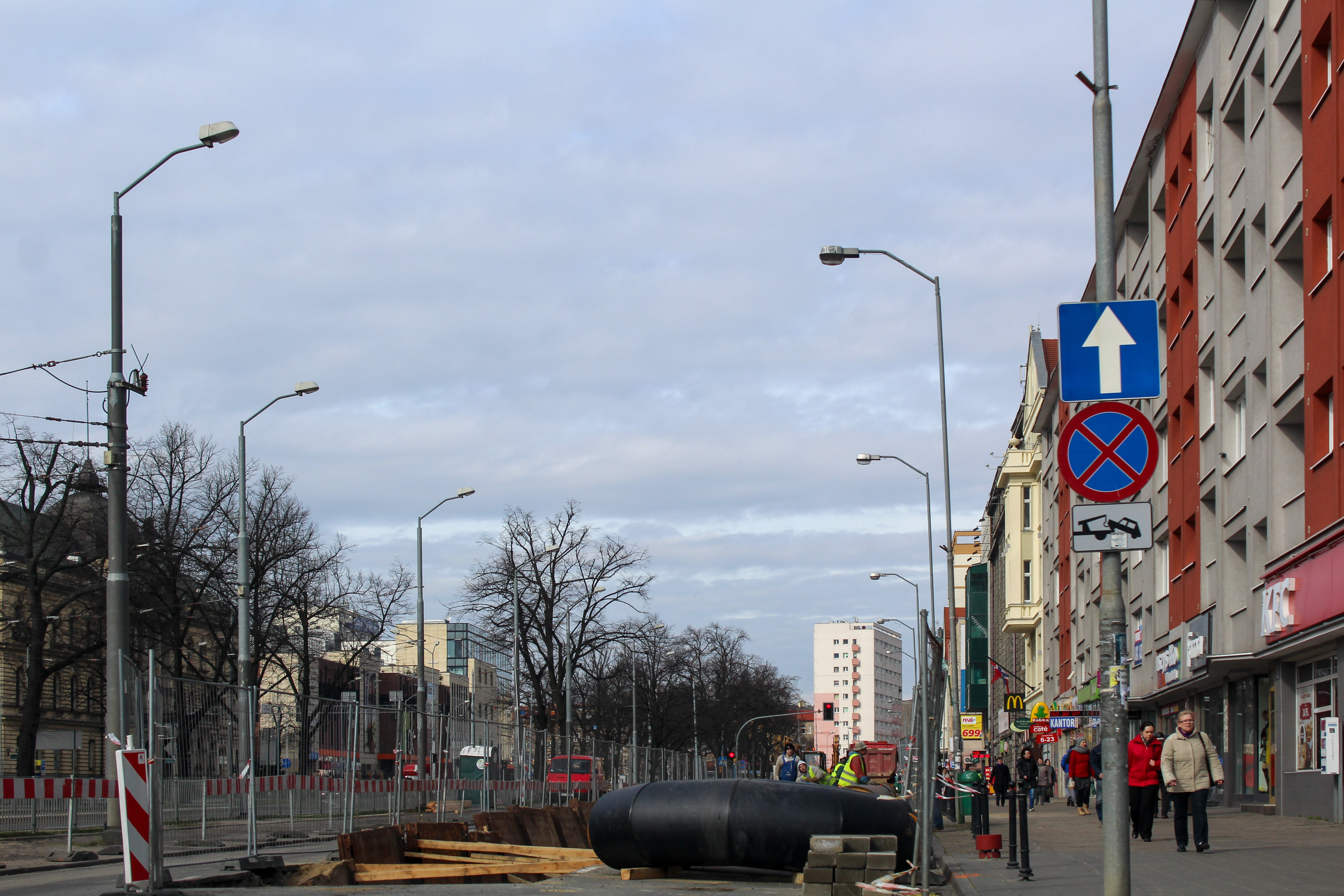
Widok w kierunku placu Żołnierza Polskiego
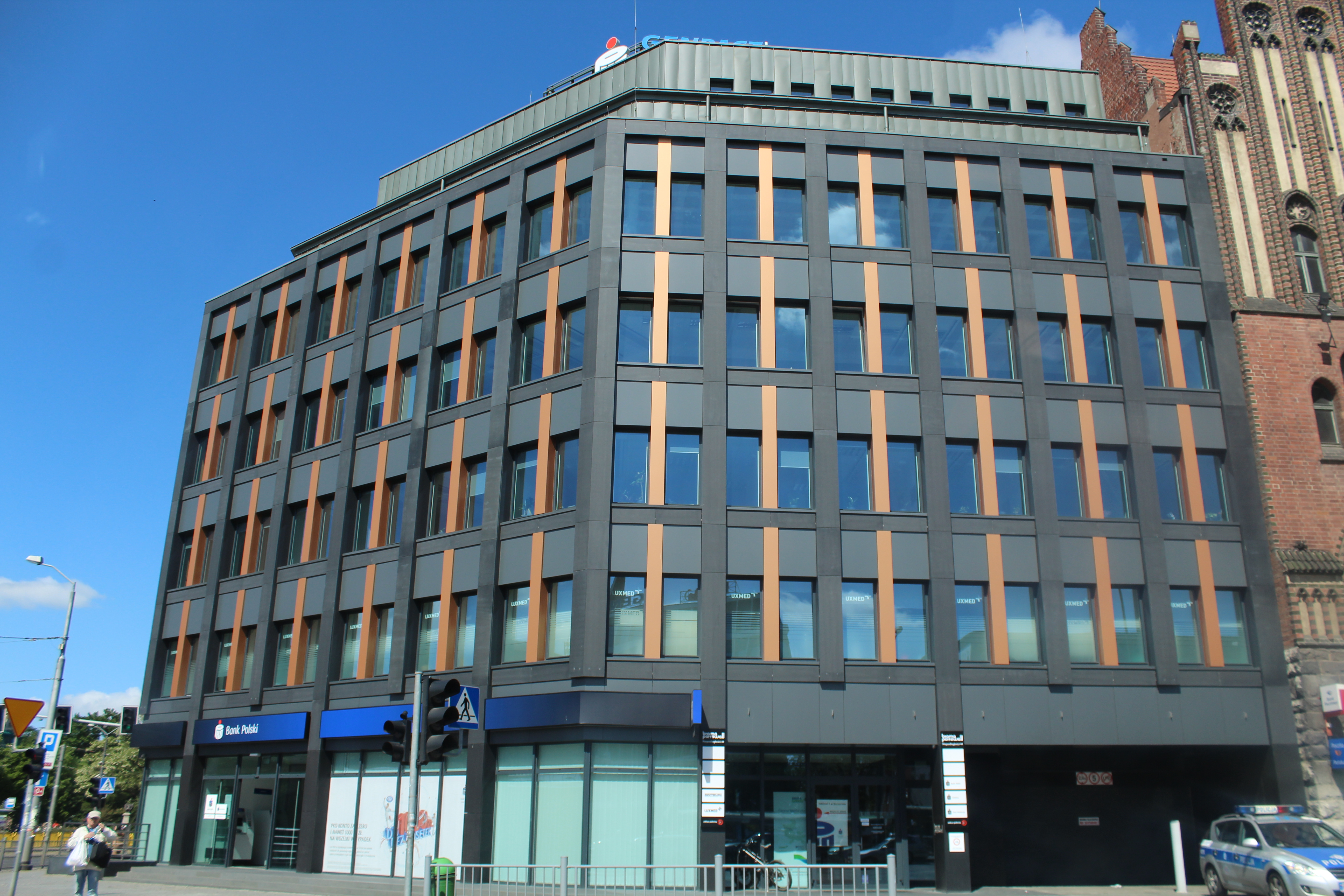
Biurowiec Brama Portowa II
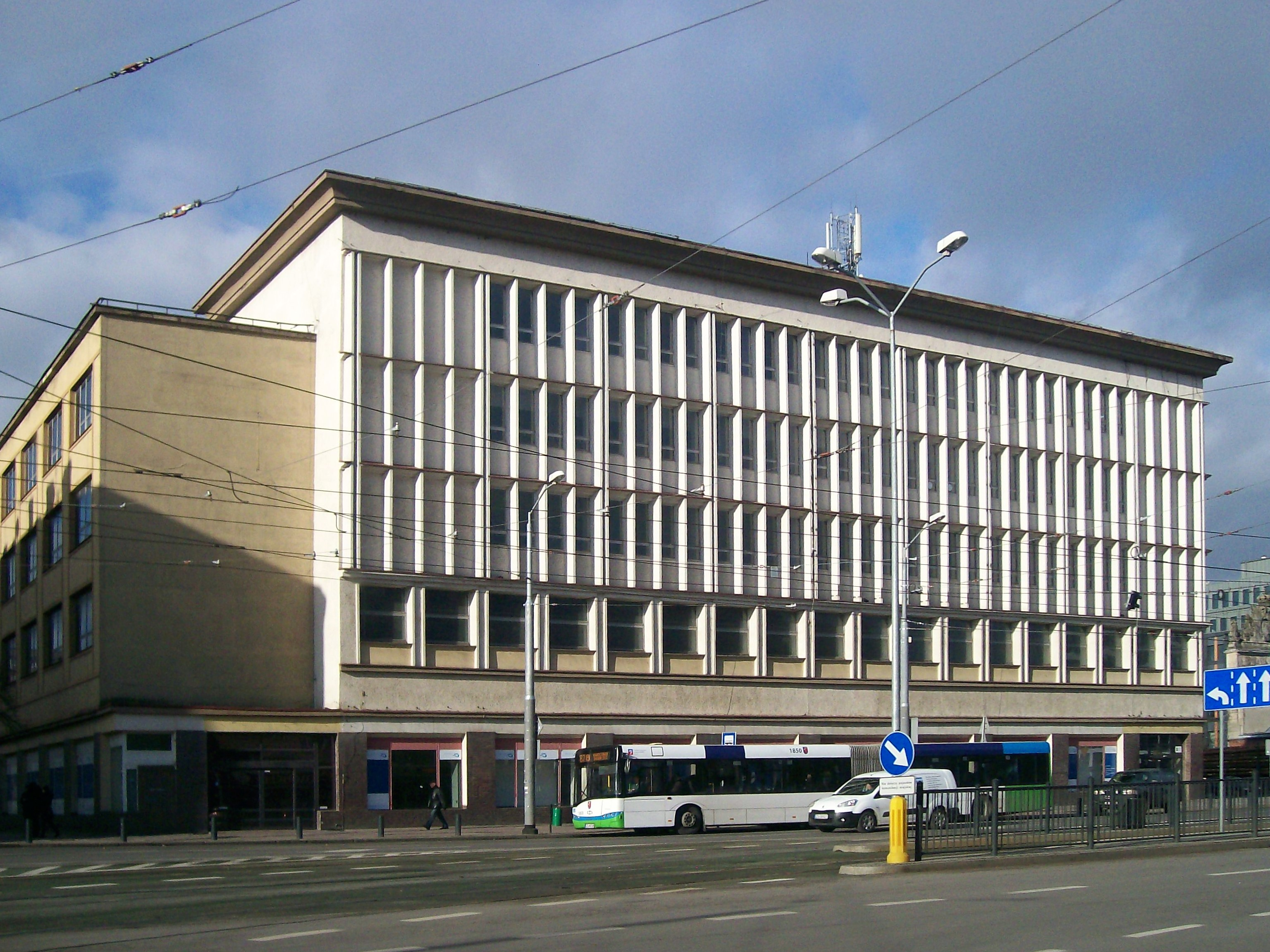
Dawny DT „Posejdon”
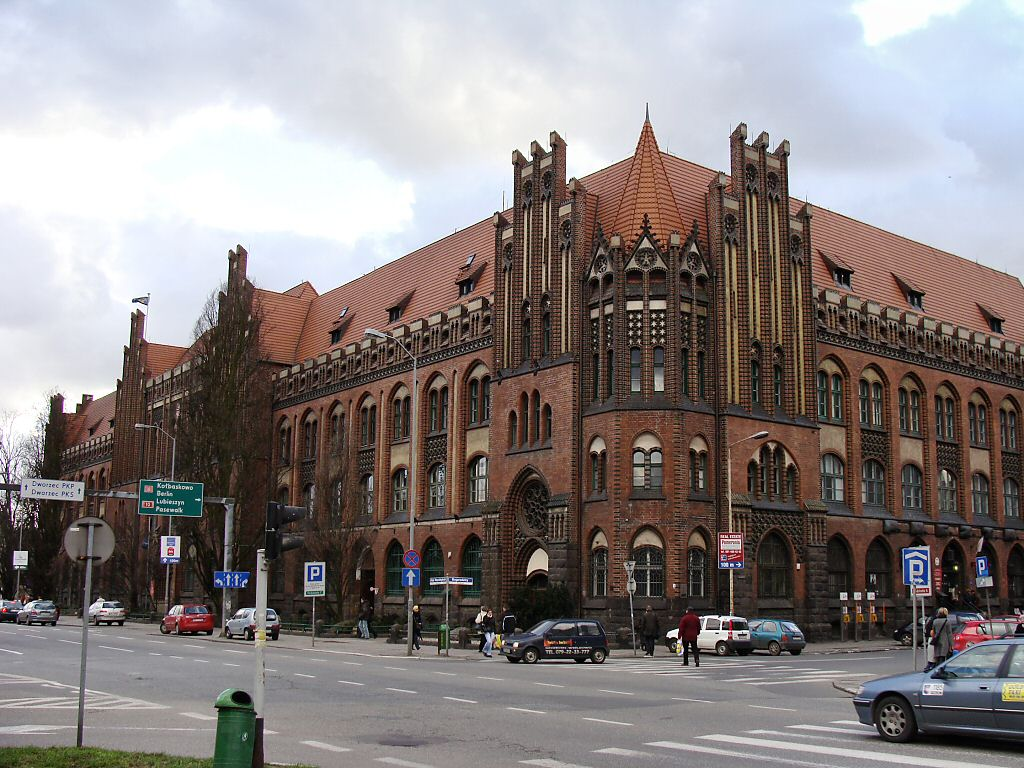
Gmach Urzędu Pocztowego nr 1
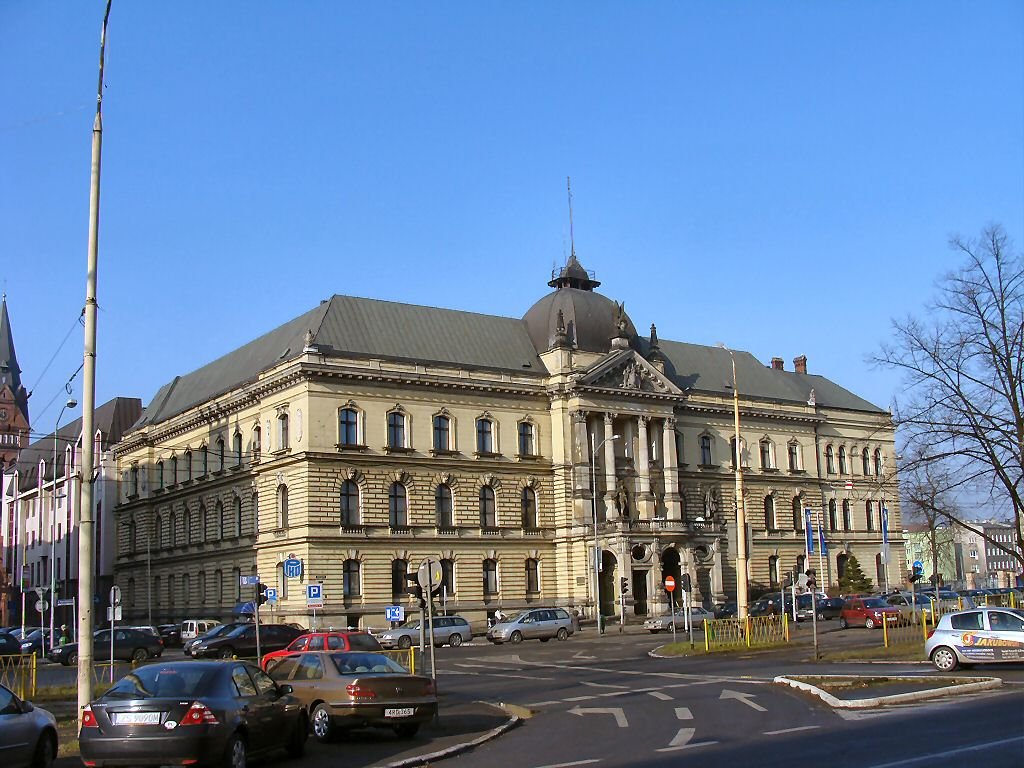
Pałac Ziemstwa Pomorskiego